# Inning am Holz
Inning am Holz település Németországban, azon belül Bajorországban. Lakosainak száma 1570 fő (2023. december 31.).

## Népesség
A település népessége az elmúlt években az alábbi módon változott:
| Lakosok száma | 490  | 727  | 716  | 1436 | 1474 | 1480 | 1514 | 1477 | 1545 | 1570 |
|               | 1875 | 1950 | 1970 | 2011 | 2013 | 2014 | 2016 | 2019 | 2021 | 2023 |